# Вангчук Намгъял
Вангчук Намгъял (англ. Wangchuk Namgyel; род. в 1964 году) — бутанский политик, спикер Национальной ассамблеи Бутана с ноября 2018 года по январь 2024 года.

## Биография
Вангчук Намгъял окончил Мадрасский университет в Индии, получив там степень магистра искусств по истории. Также Намгъял получил диплом аспиранта в области образования в Национальном институте образования Самце. Намгъял начал свою карьеру в сфере образования. Он работал директором в четырёх средних школах, а затем занимал должность руководителя школьного контроля в Министерстве образования.
Намгъял является членом социально-демократической Объединённой партии Бутана. Он был избран в Национальную ассамблею Бутана на выборах 2018 года, набрав 4388 голосов избирателей. 31 октября 2018 года был избран спикером Национальной ассамблеи.